# Fashion (dal)
A Fashion Heidi Montag amerikai valóságshow-sztár/énekesnő egyik száma. Műfajilag egy gyors tempójú dance-pop dal. Szövege – amelyet Lady Gaga írt – a divat iránti szeretetről szól. RedOne, a szám producere a dal elkészítése után „nagyon jó ” énekesnőnek és „született sztárnak” nevezte Montagot. A kritikusok ezzel szemben meglehetősen negatív kritikákat fogalmaztak meg, egyikük azt írta, a dal „rossz mindenféle értelemben”.
Lady Gaga amerikai énekesnő, a dal egyik írója saját felvételt is készített a számból 2008 végén. Gaga verziója szerepelt a Ki ez a lány?/Címlapsztori (Ugly Betty) című tévésorozatban és az Egy boltkóros naplója című vígjátékban is, melynek zenei albumán meg is jelent később. Ez a feldolgozás jóval pozitívabb visszajelzéseket kapott az eredeti számnál.

## Háttér

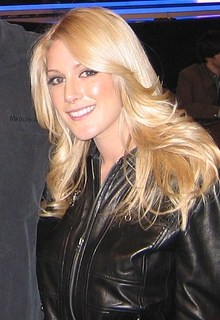
Heidi Montag valóságshow-szereplőként vált híressé, de az énekléssel is megpróbálkozott.

A dal RedOne produceri munkájának köszönhetően jött létre, aki a Us Weeklynek nyilatkozva elmondta, több számot is készít Montaggal, amely elmondása szerint „őrült, sokkoló anyag, ami mindenkit meg fog lepni.” Az interjúban méltatta az énekesnőnek állt valóságshow sztárt – a The Hills című MTV-sorozattal szerzett hírnevet magának: „nagyon jó” énekesnőnek és „született sztárnak” nevezte, illetve azt mondta rá, „egy erőteljes személyiség határok nélkül”. Elmondta azt is, mennyire megnyerőnek tartja Montag személyiségét és ahogy ez „átjön a dalokon keresztül”. A Fashiont véleménye szerint „egy következő szintre” emelte előadásával. Montag férje, Spencer Pratt úgy beszélt az elkészült számot hallva, mint „élete legjobb dala”.

## Zene és dalszöveg
A Fashion egy gyors tempójú dance-pop szám intenzív szintetizátorhasználattal. Szövege a divat iránti szeretetről szól, olyan sorokkal, mint „Dress me, I’m your mannequin” („Öltöztess fel, a manökened vagyok”) és „I need some new stilettos, can’t walk down the street in those” („Akarok pár új magassarkút, nem tudok sétálni az utcán ezekben”). A számban számos márkát és divattervezőt említenek meg: Vivienne Westwood, Gucci, Fendi, Prada, Valentino Garavani, Armani, Jimmy Choo, Stuart Weitzman, Louis Vuitton, Dolce & Gabbana, Alexander McQueen és Manolo Blahnik. A szám producere, RedOne úgy nyilatkozott a számról, mint amelyben minden megtalálható, ami a divatot és Heidi Montag életét jellemzik, úgy mint vásárlás, ruhák, és magában hordozza Montag auráját.

## Lady Gaga verziója
- Lady Gaga – FashionRészlet Lady Gaga feldolgozásából.

Nem tudod lejátszani a fájlt?

Lady Gaga a Fashion előadása közben The Monster Ball című turnéján.

Lady Gaga amerikai előadóművész készített egy feldolgozást az eredeti Fashion dalból 2008 végén. A feldolgozás egy rövid részlete hallható volt a Ki ez a lány?/Címlapsztori (Ugly Betty) című sorozat egyik epizódjában. A teljes verzió a 2009-es Egy boltkóros naplója című vígjátékban csendült fel először, és meg is jelent a film zenei anyagát tartalmazó albumon. Gaga egyetlen saját albumán sem jelentette meg a dalt, de néhány alkalommal előadta a The Monster Ball Tour című koncertsorozatán. Az előadás alatt egyiptomi stílusú, arany színű fém öltözéket és Anubiszt idéző koronát viselt.

## Fogadtatás
Az eredeti, Heidi Montag által énekelt Fashion-szám javarészt negatív értékeléseket kapott a kritikusoktól. Pat Healy a világszerte megjelenő Metropol napilapban azt írta, a dal „rossz mindenféle értelemben”, és hozzátette, „meglepő, hogy valaki aki ilyen sekélyes [mint Montag] bármiféle szórakoztató dolgot tud nyújtani”. Ironikusan megjegyezte, „doktori értekezést lehetne írni akár az első verzéből is”.
Gregory Imler az E! Online-tól szintén lesújtóan beszélt a számról, és mint legfőbb negatívumot említette az „I live to be model thin” („Azért élek, hogy olyan sovány lehessek, mint egy modell”) sort. Sara Schaefer a BestWeekEver.tv-től úgy vélte, Montag azt énekelte meg a számban, hogy beszéli rá a férjét, hogy újabb és újabb ruhákat vegyen neki.
Lady Gaga verziója sokkal jobb kritikákat kapott a Heidi Montag-féle Fashionnél. A prettymuchamazing.com nevű zenei oldal szerzője szerint a dal Lady Gaga előadásában nyer értelmet. „…A megjátszott francia akcentusa, amikor a márkák neveit mondja […] elképesztő” – írta az egyik szerkesztő. A Neon Limelight nevű hasonló oldalon azt írták, Gaga Fashion száma közel sem olyan jó, mint a The Fame című debütáló albumának dalai, de mint egy filmzenei album egy száma, „több mint elég jó”. Michael Quinn a BBC-től az Egy boltkóros naplója film zenei albumáról írt kritikájában a lemez legjobb számai közé sorolta Lady Gaga dalát.